# Dialeurodes distincta
Dialeurodes distincta là một loài côn trùng cánh nửa trong họ Aleyrodidae, phân họ Aleyrodinae.
Dialeurodes distincta được Corbett miêu tả khoa học đầu tiên năm 1933.